# Stenochlaena sorbifolia
Stenochlaena sorbifolia là một loài dương xỉ trong họ Blechnaceae. Loài này được L. J. Sm. mô tả khoa học đầu tiên năm 1841.